# پرونده‌های مجهول (مجموعه تلویزیونی)
پرونده‌های مجهول یک مجموعه تلویزیونی محصول سال ۱۳۸۰ به کارگردانی جمال شورجه، نویسندگی مهدی سجاده‌چی و تهیه‌کنندگی علیرضا جلالی می‌باشد که از شبکه دو پخش شد. این مجموعه در ۱۳ قسمت ۵۰ دقیقه‌ای تهیه شد.
داستان تشکیل مرکزی زیر نظر ستاد کاهش تقاضا و مبارزه با مواد مخدر برای ریشه یابی و درمان اعتیاد افراد خاص و نخبه جامعه است. مسوول این مرکز دکتر فرید ایمانی، پزشک روان‌شناس و آسیب‌شناس اجتماعی است که از رزمندگان بسیجی دوران جنگ بوده‌است. او مدتی است که بشدت با مشکلات این مرکز درگیر شده و این موضوع باعث شده از دوستان و همرزمان سابق خود و حتی خانواده اش غافل شود. اما مشکلات مرکز به گونه‌ای است که مجبور می‌شود از یکی از بهترین دانشجوهایش و نیز یک سرهنگ بازنشسته آگاهی، استفاده کند. حوادث سریال دربارهٔ شناسایی و نیز ارتباط با افراد معتاد خاص جامعه است که هر یک به علل گوناگون گرفتار این معضل شده‌اند. به موازات فعالیت این افراد در مرکز، حوادث و درگیری‌های خانوادگی آنها، خود حوادثی را پیش می‌آورد…

## بازیگران
- سحر زکریا
- مینا نوروزی
- رضا ایرانمنش
- بهروز شعیبی
- حبیب دهقان‌نسب
- احسان علیخانی
- افشین نخعی
- الهام حمیدی
- بهاره رهنما
- حامد کلاهداری
- سیامک اشعریون
- شیرین بینا
- عبدالرضا اکبری
- علی طالب‌لو
- کاوه آهنگر
- محمد فیلی
- مختار سائقی
- محمد صادق میرآخوری
- میرطاهر مظلومی
- ناصر فروغ
- نیلوفر محمودی
- وحید شیخ‌لر